# Martin Erlić
Martin Erlić (* 24. ledna 1998) je chorvatský profesionální fotbalista, který hraje na pozici obránce za klub Sassuolo a chorvatský národní tým.

## Klubová kariéra

### Mládežnická kariéra
Erlić pochází z vesnice Tinj a začal trénovat fotbal v NK Raštane v nedaleké vesnici. Ve věku 12 let si ho všimli skauti GNK Dinamo Záhřeb a přivedli ho do jejich akademie, kde strávil dva roky, než se přesunul do HNK Rijeka. Erlić se v 16 letech přesunul do zahraničí do Parmy.

### Sassuolo
Po bankrotu Parmy v roce 2015 odešel Erlić do Sassuola.

#### Hostování v Südtirolu
Dne 31. srpna 2017 podepsal Erlić smlouvu na sezónní hostování v Serii C se Südtirolem. Dne 8. října vystřídal v Serii C, když v 70. minutě nahradil Filippa Sgarbiho při porážce 3:1 s Padovou. Dne 15. října odehrál svůj první celý zápas za Südtirol, domácí výhru 5:0 nad Santarcangelem. Dne 8. listopadu vstřelil Erlić svůj první profesionální gól za Südtirol v 81. minutě při výhře 1:0 nad Sambenedettese. Erlić ukončil své sezónní hostování v Südtirolu s 30 zápasy, 1 gólem a 1 asistencí.

#### Hostování ve Spezii
Dne 10. července 2018 byl Erlić zapůjčen do klubu Serie B Spezia Calcio na sezónní hostování.

### Spezia
Poté, co kvůli zranění vynechal většinu sezóny 2018/19, se 15. července 2019 vrátil do Spezie natrvalo.

### Návrat do Sassuola
Dne 16. srpna 2021 byl Erlić koupen Sassuolem, který ho poté poslal na hostování zpět do Spezie pro sezónu 2021/22.

## Reprezentační kariéra
Erlić debutoval za chorvatský národní tým 6. června 2022 při remíze 1:1 s Francií v Lize národů UEFA. Jak se přiznal, aby mohl hrát zápas, musel zmeškat svatbu svého bratra. Dne 9. listopadu 2022 byl Erlić jmenován do 26členného kádru Zlatka Daliće pro Mistrovství světa ve fotbale 2022, kde zůstal nevyužitým náhradníkem. Chorvati nakonec získali bronzové medaile.

## Osobní život
Erlić je fanouškem klubu HNK Hajduk Split.

## Statistiky

### Klubové
Platí k zápasu hranému 26. května 2023.
| Klub                 | Sezóna            | Liga              | Liga   | Liga | Pohár  | Pohár | Kontinentální | Kontinentální | Ostatní | Ostatní | Celkově | Celkově |
| Klub                 | Sezóna            | Divize            | Zápasy | Góly | Zápasy | Góly  | Zápasy        | Góly          | Zápasy  | Góly    | Zápasy  | Góly    |
| -------------------- | ----------------- | ----------------- | ------ | ---- | ------ | ----- | ------------- | ------------- | ------- | ------- | ------- | ------- |
| Südtirol (hostování) | 2017/18           | Serie C           | 30     | 1    | 0      | 0     | —             | —             | —       | —       | 30      | 1       |
| Spezia (hostování)   | 2018/19           | Serie B           | 0      | 0    | 1      | 0     | —             | —             | —       | —       | 1       | 0       |
| Spezia               | 2019/20           | Serie B           | 23     | 0    | 0      | 0     | —             | —             | 4       | 0       | 27      | 0       |
| Spezia               | 2020/21           | Serie A           | 27     | 3    | 1      | 0     | —             | —             | —       | —       | 28      | 3       |
| Spezia               | Celkově           | Celkově           | 50     | 3    | 1      | 0     | 0             | 0             | 4       | 0       | 55      | 3       |
| Spezia (hostování)   | 2021/22           | Serie A           | 30     | 2    | 2      | 1     | —             | —             | —       | —       | 32      | 3       |
| Sassuolo             | 2022/23           | Serie A           | 28     | 0    | 0      | 0     | —             | —             | —       | —       | 28      | 0       |
| Celkově v kariéře    | Celkově v kariéře | Celkově v kariéře | 138    | 6    | 4      | 1     | 0             | 0             | 4       | 0       | 146     | 7       |

### Reprezentační
Platí k zápasu hranému 18. června 2023.
| Národní tým | Rok     | Zápasy | Góly |
| ----------- | ------- | ------ | ---- |
| Chorvatsko  | 2022    | 4      | 0    |
| Chorvatsko  | 2023    | 2      | 0    |
| Celkově     | Celkově | 6      | 0    |

## Úspěchy
Chorvatsko
- Třetí místo na Mistrovství světa ve fotbale 2022